# Краверо, Роберто
Роберто Краверо (итал. Roberto Cravero, род. 3 января 1964, Венария-Реале, Пьемонт) — итальянский футболист, игравший на позиции защитника. По завершении игровой карьеры — спортивный функционер и футбольный обозреватель. В качестве игрока прежде всего известен по выступлениям за клуб «Торино», а также олимпийскую сборную Италии. Обладатель Кубка Митропы.

## Клубная карьера
Воспитанник футбольной школы клуба «Торино». Взрослую футбольную карьеру начал в 1981 году в основной команде того же клуба, провел два сезона, приняв участие лишь в 1 матче чемпионата.
В течение 1983—1985 годов защищал на условиях аренды цвета команды клуба «Чезена».
Своей игрой за эту команду вновь привлёк внимание представителей тренерского штаба клуба «Торино», в состав которого вернулся с аренды в 1985 году. На этот раз сыграл за туринскую команду следующие семь сезонов своей игровой карьеры. Большую часть времени, проведённого в составе «Торино», был основным игроком защиты команды. За это время завоевал титул обладателя Кубка Митропы.
В течение 1992—1995 годов защищал цвета команды клуба «Лацио».
Завершил профессиональную игровую карьеру в клубе «Торино», в составе которого уже выступал ранее. Пришёл в команду в 1995 году, защищал её цвета до прекращения выступлений на профессиональном уровне в 1998 году.

## Выступления за сборные
В течение 1984—1990 годов привлекался в состав молодёжной сборной Италии. На молодёжном уровне сыграл в 12 официальных матчах и забил 1 гол.
С 1987 по 1988 год защищал цвета олимпийской сборной Италии. В составе этой команды провёл 12 матчей. В составе сборной был участником футбольного турнира на Олимпийских играх 1988 года в Сеуле.
В том же 1988 году включался в состав национальной сборной Италии для участия в финальной части чемпионата Европы. Однако ни одной официальной игры за главную сборную страны не провёл.

## Титулы и достижения
- Обладатель Кубка Митропы (1): «Торино»: 1991